# Saraj (mesto)
Saraj je naziv dveh mest, ki sta bili zaporedoma prestolnici Zlate horde, mongolskega kraljestva, ki je v 13. in 14. stoletju obsegalo večino Osrednje Azije in del vzhodne Evrope. Mesti sta stali v sedanji Rusiji in sta spadali med največja mesta v srednjeveškem svetu, saj sta imeli po nekaterih ocenah približno 500.000 prebivalcev.
Naziv Saraj izhaja iz perzijske besede saraj, ki pomeni hišo ali palačo. Isti izvor imajo tudi nazivi več drugih mest, med njimi Sarajeva v Bosni in Hercegovini.

## Stari Saraj
Stari Saraj (tatarsko  Сарай-Бату: Saraj Batu, arabsko Sarai-al-Maqrus, al-Maqrus  v arabščini pomen blagoslovljen) je ustanovil mongolski vladar Batu kan sredi 1240. let.  Mesto je stalo najverjetneje ob reki Ahtubi, rokavu spodnje Volge, blizu sedanje vasi Selitrenoje v Astrahanski oblasti, približno 120 km severno od Astrahana. Saraj je bil prestolnica Batuja in njegovega naslednika Berkeja. Med njuno vladavino je bila Zlata horda še mogočno cesarstvo. V Saraj so prihajali različni ruski knezi prisegat zvestobo kanoma, od katerih so dobivali  pravico do oblasti (jarlik). 

## Novi Saraj
Novi Saraj ali Saraj Berke, na kovancih Sarai-al-Jadid, je stal na prostoru arheološkega najdišča Kolobovka, nekdanjega Careva, tudi ob rokavu reke Ahtube, 85 km vzhodno od Volgograda in približno 180 km severozahodno od Starega Saraja. Druga možna lokacija je Saksin, ki je morda stal na mestu hazarske prestolnice Itil. V Carevu so imeli od leta 1261 do 1454 sedež krutiški škofje. Prestolnica Zlate horde se je iz Srarega Saraja preselila v Novega verjetno sredi 14. stoletja. 
Obe mesti sva bili večkrat opustošeni. Timur je opustošil Novi Saraj okoli leta 1395, Mengli I. Geraj iz Krimskega kanata okoli leta 1502, vojska carja Ivana IV. pa po osvojitvi Astrahanskega kanata leta 1556. 
Ruski trgovec Fedot Kotov, ki je leta 1623-1624 potoval ob Volgi v Perzijo, je takole opisal Saraj:
»Ob reki Ahtubi stoji Zlata horda. Kanov dvor, palače, dvorišča in mošeje so bili vsi zidani iz kamna, vendar so jih podrli in ves kamen odpeljali v Astrahan.«
Glede na to, da je Stari Saraj stal 120 km od Astrahana, Novi pa približmo 300 km,  je težko reči, kateri Saraj je opisal. Po uničenju Novega Saraja je Rusija zgradila utrjeno mesto Caricin, sedanji Volgograd, iz katerega je obvladovala tisti del carstva.

## Mali Saraj
Mali Saraj  ali Saraj Džuk (iz perzijskega saraj in mongolskega жүк [džuk] – majhen, rusko Sarajčik) je bilo mesto ob reki Ural, ki se tako v starih kot novih člankih zamenjuje z drugima Sarajema. Mali Saraj je bil glavno mesto Nogajske horde, ene od naslednic Zlate horde. Mesto so leta 1580 oplenili uralski kozaki, kasneje pa je postalo glavni stan nekaj kazaških kanov.